# Cratere Zeinab
Zeinab  è un cratere sulla superficie di Venere.